# Ніран (циклон)
Циклон «Ніран» (англ. Cyclone Niran) — потужний тропічний циклон, який завдав серйозної шкоди в північно-східній Австралії і майже вийшов на сушу в Новій Каледонії в лютому та березні 2021 року. Шостий тропічний циклон і другий сильний тропічний циклон сезону циклонів в австралійському регіоні 2020–2021 років.
До зміцнення Ніран суттєво вплинув на врожай бананів на півночі Квінсленду. Кілька ферм за  були пошкоджені, а деякі фермери втратили 100% урожаю бананів. Очікувалося зростання цін на фрукти. За оцінками, збиток врожаю становить мінімум 180 мільйонів австралійських доларів (140 мільйонів доларів США). Інші пошкодження інфраструктури були незначними. У Новій Каледонії багато будинків отримали пошкодження дахів та інфраструктури, загалом майже 70 000 людей втратили електроенергію. Кілька доріг стали непрохідними. Двоє людей у Новій Каледонії отримали поранення, але ніхто не загинув. Загальні економічні втрати досягли 200 мільйонів доларів (2021 доларів США ).

## Метеорологічна історія

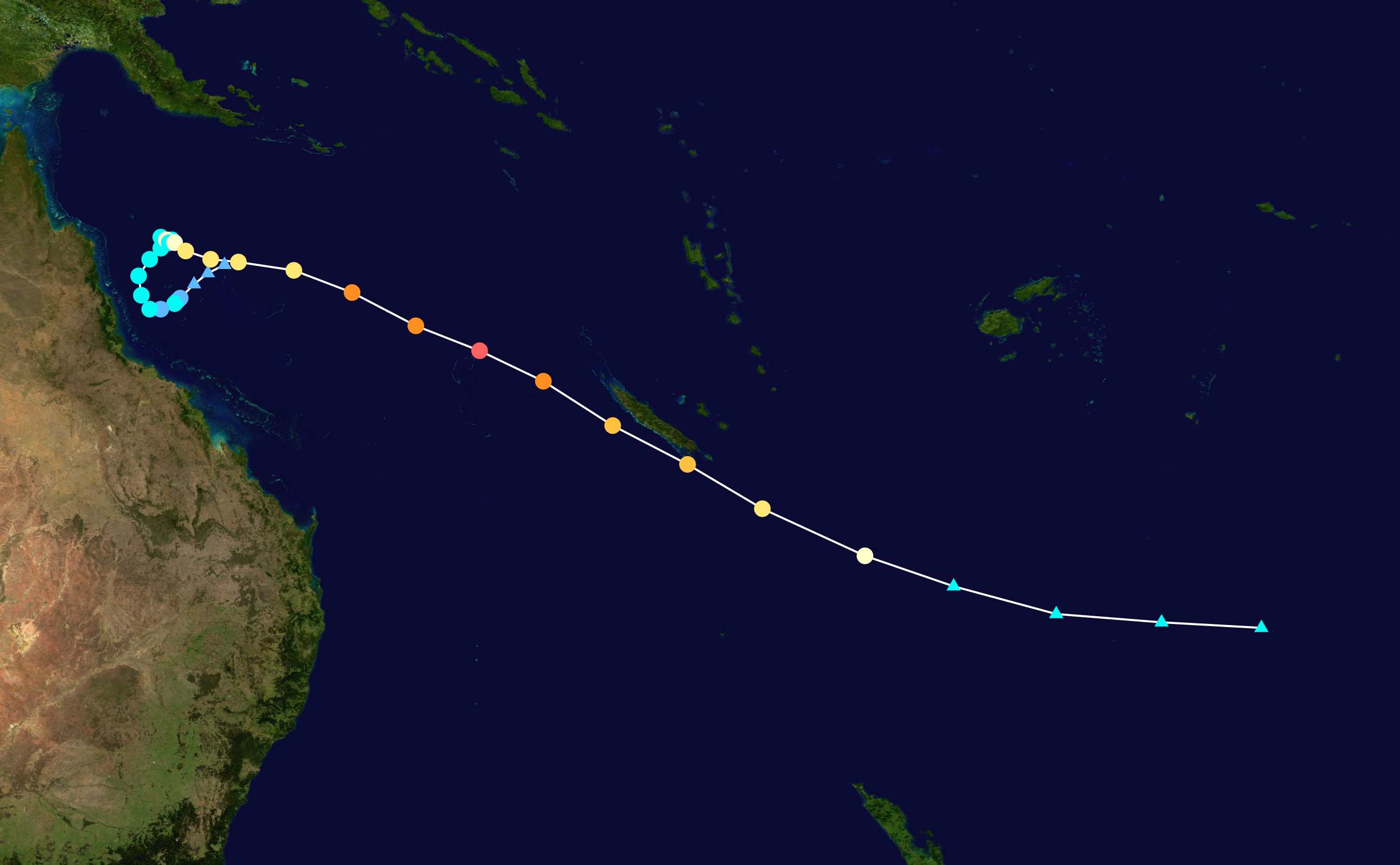
Карта шляху і інтенсивності Циклону Ніран

Протягом 27 лютого Бюро метеорології (BOM) розпочало моніторинг тропічного мінімуму біля узбережжя північного Квінсленда.  Низький рівень почав посилюватися, залишаючись за межами штату, в межах зони, сприятливої для тропічного циклогенезу. 1 березня тропічний мінімум був перетворений на тропічний циклон і отримав назву Ніран. Пізніше того ж дня циклон, що посилюється, досяг статусу тропічного циклону 2 категорії по австралійській шкалі. Ніран почав відходити від узбережжя Австралії і зазнав швидкої активізації, досягнувши статусу сильного тропічного циклону 3 категорії за австралійською шкалою пізно 3 березня, а потім досягнувши статусу сильного тропічного циклону 4 категорії в кінці 4 березня. Згодом Ніран посилився в потужний тропічний циклон 5 категорії  як за  австралійською шкалою, так і за шкалою Сафіра -Сімпсона (SSHWS) о 12:00 UTC 5 березня, демонструючи чітко окреслене око.
Невдовзі після цього шторм перейшов у зону відповідальності Метеорологічної служби Фіджі (FMS), навіть коли він прискорився на південний схід у напрямку Нової Каледонії. Приблизно в цей час Ніран досяг своєї пікової інтенсивності, досягнувши максимальної 10-хвилинного тривалого вітру 205 км/год (125 миль/год), максимального 1-хвилинного тривалого вітру 260 км/год (160 миль/год) і мінімальним центральним тиском 931 мілібарів (27,5 дюймів рт.ст.). Однак через кілька годин Ніран почав цикл заміни ока і зіткнувся зі зсувом вітру, що спричинило початок ще однієї значної тенденції ослаблення шторму, коли шторм знову опустився до 4 категорії на SSHWS. О 12:00 UTC 6 березня Ніран найближчим часом наблизився до головного острова Нової Каледонії Гранде-Терре як тропічного циклону 3 категорії, оскільки око шторму пройшло на південь від південно-східного флангу острова. Оскільки зсув вітру продовжував істотно посилюватися під час шторму, він ослабнув до тропічного циклону 2 категорії, пізніше того ж дня, коли він розпочав позатропічний перехід. Пізно того дня Ніран завершив свій позатропічний перехід, продовжуючи прискорюватися на південний схід. Ніран продовжував рухатися на південний схід ще кілька днів, перш ніж 8 березня був поглинутий більшим позатропічним циклоном на півдні.

## Підготовка та наслідки

### Австралія

#### Квінсленд

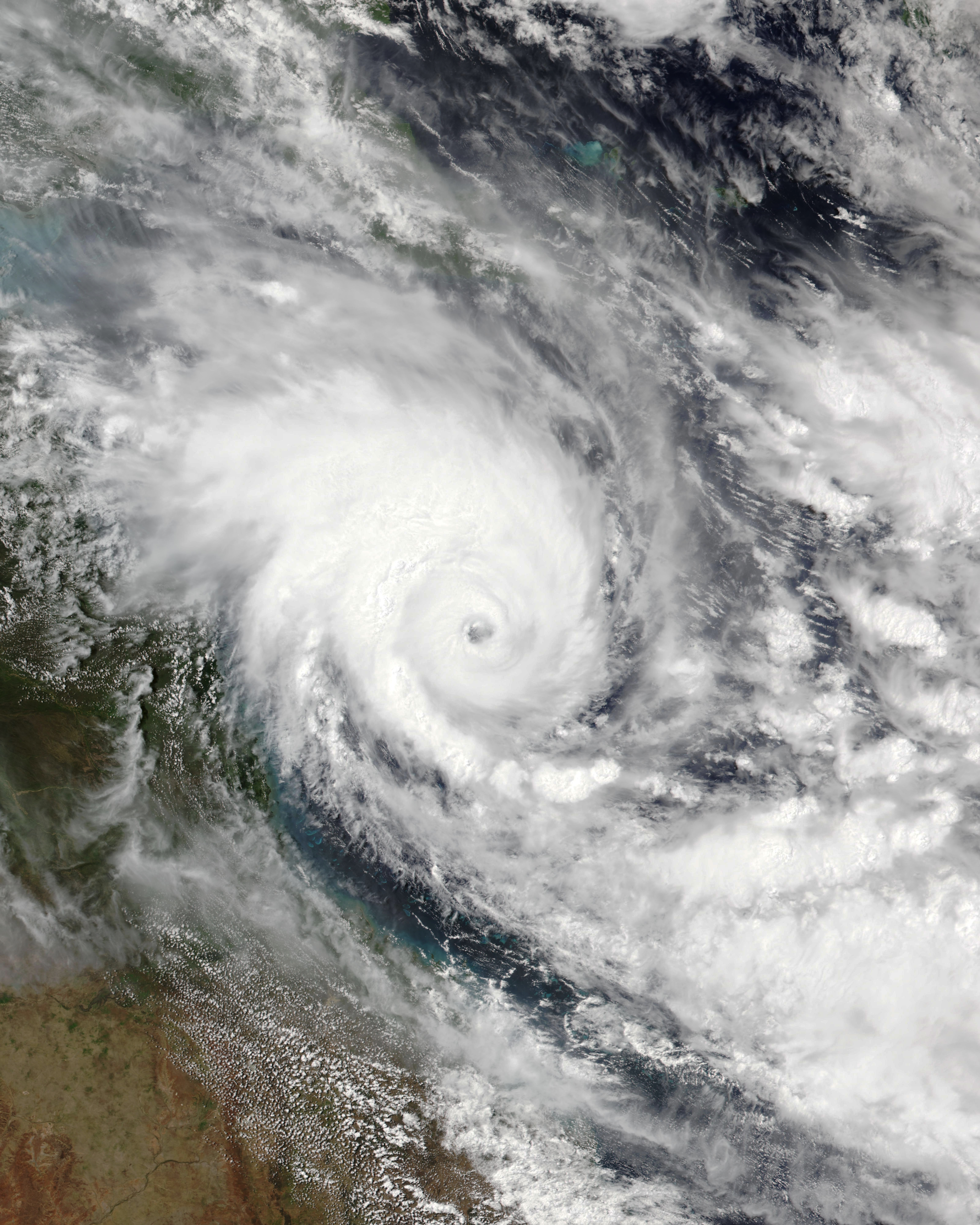
Циклон Ніран біля узбережжя Квінсленда 4 березня

Для узбережжя Північного Квінсленда було введено попередження; однак попередження було знято, оскільки Ніран рухався на схід і віддалявся від узбережжя. 2 березня було оприлюднено штормове попередження для прибережних і острівних громад, мису Флеттері та Іннісфейла, хоча воно було скасовано, коли Ніран відійшов від берега.
У крайньому північному регіоні штату деякі бананові культури були знищені Ніраном на його ранній стадії. Деякі фермери заявили, що втратили майже 100% врожаю бананів. Загалом через сильний вітер втратили електроенергію понад 42 тисячі людей. Команди з надзвичайних ситуацій були направлені для допомоги  вони повідомили про незначні пошкодження конструкції в регіоні Кернс. 2 березня Рада виробників бананів Австралії заявила, що оцінювати збитки зарано, але заявила, що вони будуть значними. Очікувалося, що в регіоні узбережжя Казуарів фермери будуть без доходу до вересня або жовтня. Від повені врятували двох людей.
5 березня фермери оцінили шкоду врожаю в межах 180–200 мільйонів австралійських доларів. Існували побоювання, що ціни на банани знову різко зростуть, як це сталося після циклону Ларрі в 2006 році та циклону Ясі в 2011 році. Очікувалося, що після Нірану вони зростуть на 50 центів до 1 долара за кілограм. Місцеві жителі назвали пошкодження інфраструктури ферми «катастрофічними» та «серйозними». У виробничих розсадниках пошкоджено тіньові будинки та посіви дерев. Стівен Лоу, виконавчий директор Ради виробників бананів Австралії, оцінив, що постраждало близько 5000 га посівів, а 150 ферм були пошкоджені; однак понад 11 000 га (27 000 акрів) могли бути пошкоджені, і очищення може зайняти більше року. За оцінками, Ніран знищив близько однієї третини бананових культур в Австралії. Найвища зареєстрована загальна кількість опадів була в Clump Point, де за 24 години випало 276 мм (10,8 дюйма) опадів.

### Нова Каледонія
З наближенням шторму Нова Каледонія була введена в режим підвищена готовності, оскільки очікувалося, що Ніран завдасть серйозної шкоди країні, особливо на головному острові Гранд-Терре. Наприкінці 5 березня, коли шторм обрушився на країну, влада поставила всю острівну державу під загрозу тропічного циклону другого рівня. Air Calédonie перемістила весь свій флот літаків до Брисбена, Австралія, щоб захистити їх від шторму. Хвилі заввишки до 13 метрів (43 фути) також очікувалися на західній частині Нової Каледонії.
Ніран завдав значної шкоди Новій Каледонії під час свого близького проходження. 39 000 домогосподарств втратили електроенергію, а дороги швидко стали непрохідними. Вітер зі швидкістю до 150 км/год (100 миль на годину) вплинув на частини країни під час її проходження, незважаючи на те, що найсильніша частина шторму не виходила на узбережжя. Двоє людей отримали поранення, в тому числі дитина, яку вдарили осколки скла. У столиці Нумеа кілька кораблів сіли на мілину на узбережжі. 400 осіб також були розміщені в трьох евакуаційних центрах. За іншими оцінками, в країні понад 69 000 споживачів без електроенергії. Опадів було менше, ніж очікувалося, за шість годин випало 50 мм (2,0 дюйма) дощу. Пошкоджено також рослинність та посіви, хоча справжній розмір збитків невідомий.

### Вануату
Очікується, що на Вануату також вплинуть високі хвилі, прогнозується висота хвиль до 8 метрів (26 футів). Прогнозується також, що сильний дощ із циклону вплине на Вануату. Повідомлень про збитки в країні не надходило.